# William Harris Crawford
William Harris Crawford, ameriški politik, * 24. februar 1772, † 15. september 1834.